# Südostdeutsche Fußballmeisterschaft 1908/09
Die südostdeutsche Fußballmeisterschaft 1908/09 war die dritte Austragung der südostdeutschen Fußballmeisterschaft des Südostdeutschen Fußball-Verbandes (SOFV). Die Meisterschaft gewann der SC Alemannia Cottbus durch einen 3:2-Erfolg über den FC Preußen 05 Kattowitz im Endspiel. Durch den Gewinn der Verbandsmeisterschaft qualifizierten sich die Cottbuser für die deutsche Meisterschaft 1908/09, in der der Verein im Viertelfinale gegen den SC Erfurt knapp mit 3:4 nach Verlängerung unterlag. Es war Alemannia Cottbus erster und einziger Meistertitel des Südostdeutschen Fußball-Verbandes.

## Modus
In den obersten Spielklassen Südostdeutschlands waren in der Saison 1908/09 insgesamt 31 Mannschaften in 5 Bezirksklassen eingeteilt. Die Bezirksklasse Oberschlesien war in den Gau Ratibor und den Gau Kattowitz eingeteilt, deren jeweilige Erstplatzierten in einem Entscheidungsspiel die Fußballmeisterschaft von Oberschlesien ausspielten. Die Meister jeder Bezirke, mit Ausnahme des Bezirks Posen, qualifizierten sich für die Meisterschaftsendrunde des Südostdeutschen Fußball-Verbandes.
| Bezirk          | Bezirksmeister       |
| --------------- | -------------------- |
| Breslau         | VfR 1897 Breslau     |
| Niederlausitz   | SC Alemannia Cottbus |
| Niederschlesien | ATV Liegnitz         |
| Oberschlesien   | FC Preußen Kattowitz |
| Posen           | DSV Posen            |

## Bezirksklasse Breslau

### A-Klasse
| Pl. | Verein                    | Sp. | S  | U | N  | Tore    | Quote | Punkte |
| --- | ------------------------- | --- | -- | - | -- | ------- | ----- | ------ |
| 1.  | VfR 1897 Breslau (M)(SOM) | 14  | 11 | 2 | 1  | 047:130 | 3,62  | 24:40  |
| 2.  | SC Schlesien Breslau      | 14  | 11 | 0 | 3  | 074:150 | 4,93  | 22:60  |
| 3.  | FC Breslau 98             | 14  | 10 | 1 | 3  | 061:230 | 2,65  | 21:70  |
| 4.  | SC Germania Breslau       | 14  | 8  | 0 | 6  | 054:390 | 1,38  | 16:12  |
| 5.  | ATV Breslau               | 14  | 3  | 2 | 9  | 032:460 | 0,70  | 08:20  |
| 6.  | SC Preußen Breslau        | 14  | 4  | 0 | 10 | 026:420 | 0,62  | 08:20  |
| 7.  | SC Hertha Breslau (N)     | 14  | 3  | 1 | 10 | 022:680 | 0,32  | 07:21  |
| 8.  | SV Corso Breslau          | 14  | 3  | 0 | 11 | 014:840 | 0,17  | 06:22  |

| (M)   | Titelverteidiger Bezirk          |
| (SOM) | südostdeutscher Titelverteidiger |
| (N)   | Aufsteiger aus der B-Klasse      |

### B-Klasse
| Pl. | Verein               | Sp. | S | U | N | Tore    | Quote | Punkte |
| --- | -------------------- | --- | - | - | - | ------- | ----- | ------ |
| 1.  | SC Falke Breslau     | 7   | 5 | 1 | 1 | 051:180 | 2,83  | 11:30  |
| 2.  | SC 1904 Breslau      | 6   | 3 | 1 | 2 | 019:180 | 1,06  | 07:50  |
| 3.  | SC Britannia Breslau | 3   | 3 | 0 | 0 | 030:200 | 15,00 | 06:0   |
| 4.  | SC Pfeil Breslau     | 5   | 3 | 0 | 2 | 014:210 | 0,67  | 06:40  |
| 5.  | SC Borussia Breslau  | 6   | 2 | 0 | 4 | 020:270 | 0,74  | 04:80  |
| 6.  | SC Sturm Breslau     | 5   | 0 | 2 | 3 | 007:700 | 1,00  | 02:80  |
| 7.  | SC Viktoria Breslau  | 4   | 0 | 0 | 4 | 001:490 | 0,02  | 0:80   |

## Bezirksklasse Niederlausitz

### 1. Klasse
| Pl. | Verein                   | Sp. | S | U | N | Tore    | Quote | Punkte |
| --- | ------------------------ | --- | - | - | - | ------- | ----- | ------ |
| 1.  | SC Alemannia Cottbus (M) | 10  | 9 | 0 | 1 | 034:160 | 2,13  | 18:20  |
| 2.  | FV Brandenburg Cottbus   | 10  | 5 | 1 | 4 | 022:160 | 1,38  | 11:90  |
| 3.  | FC Askania Forst         | 10  | 5 | 0 | 5 | 023:250 | 0,92  | 10:10  |
| 4.  | SC Viktoria Cottbus      | 10  | 4 | 0 | 6 | 019:240 | 0,79  | 08:12  |
| 5.  | FC Viktoria Forst        | 10  | 3 | 1 | 6 | 014:150 | 0,93  | 07:13  |
| 6.  | TuFC Britannia Cottbus   | 10  | 3 | 0 | 7 | 018:340 | 0,53  | 06:14  |

| (M) | Titelverteidiger Bezirk |

### 2. Klasse
| Pl. | Verein                | Sp. | S | U | N | Tore    | Quote | Punkte |
| --- | --------------------- | --- | - | - | - | ------- | ----- | ------ |
| 1.  | FC Deutschland Forst  | 9   | 6 | 1 | 2 | 025:140 | 1,79  | 13:50  |
| 2.  | FC Hohenzollern Forst | 9   | 5 | 3 | 1 | 024:160 | 1,50  | 13:50  |
| 3.  | SC Preußen Cottbus    | 7   | 5 | 1 | 1 | 027:160 | 1,69  | 11:30  |
| 4.  | FC Amicitia Forst     | 9   | 3 | 2 | 4 | 029:220 | 1,32  | 08:10  |
| 5.  | SC Rapide Cottbus (N) | 6   | 1 | 1 | 4 | 013:190 | 0,68  | 03:90  |
| 6.  | SC Union Cottbus      | 10  | 0 | 2 | 8 | 015:460 | 0,33  | 02:18  |

| (N) | Neuling |

Entscheidungsspiel um Platz 1
Auf Grund Punktgleichheit wurde ein Entscheidungsspiel zwischen Hohenzollern Forst und Deutschland Forst einberufen. Das am 11. Juli 1909 stattfindende Spiel wurde abgebrochen, auch das Wiederholungsspiel am 18. Juli 1909 wurde abgebrochen. Erst das zweite Wiederholungsspiel am 25. Juli 1909 wurde beendet, Deutschland Forst siegte 3:1.

### Relegationsspiel
| Datum              |                                               | Ergebnis |                                         | Ort                  |
| ------------------ | --------------------------------------------- | -------- | --------------------------------------- | -------------------- |
| 26. September 1909 | FC Viktoria Forst (Tabellenfünfter 1. Klasse) | 1:2      | FC Deutschland Forst (Sieger 2. Klasse) | Askania-Platz, Forst |

## Bezirksklasse Niederschlesien
| Pl. | Verein                   | Sp. | S | U | N | Tore    | Quote | Punkte |
| --- | ------------------------ | --- | - | - | - | ------- | ----- | ------ |
| 1.  | ATV Liegnitz (M)         | 6   | 6 | 0 | 0 | 009:000 | ∞     | 12:0   |
| 2.  | FC Blitz 03 Liegnitz     | 6   | 3 | 0 | 3 | 002:200 | 1,00  | 06:60  |
| 3.  | FC Viktoria Liegnitz     | 6   | 3 | 0 | 3 | 002:110 | 0,18  | 06:60  |
| 4.  | SC Germania Liegnitz (N) | 6   | 0 | 0 | 6 | 000:000 | 1,00  | 0:12   |

| (M) | Titelverteidiger Bezirk |

## Bezirksklasse Oberschlesien

### Gau Ratibor
| Pl. | Verein                   | Sp. | S | U | N | Tore    | Quote | Punkte |
| --- | ------------------------ | --- | - | - | - | ------- | ----- | ------ |
| 1.  | FC Ratibor 1903          | 6   | 5 | 0 | 1 | 041:600 | 6,83  | 10:20  |
| 2.  | FC Preußen Ratibor       | 6   | 4 | 0 | 2 | 031:190 | 1,63  | 08:40  |
| 4.  | SC Preußen Cosel a (N)   | 6   | 1 | 0 | 5 | 018:100 | 18,00 | 02:10  |
| 3.  | SV Schlesien Ratibor (N) | 6   | 0 | 0 | 6 | 000:640 | 0,00  | 0:12   |

| (N) | Aufsteiger aus der 2. Klasse |

### Gau Kattowitz
| Pl. | Verein                      | Sp. | S | U | N | Tore    | Quote | Punkte |
| --- | --------------------------- | --- | - | - | - | ------- | ----- | ------ |
| 1.  | FC Preußen 05 Kattowitz (M) | 8   | 7 | 0 | 1 | 060:120 | 5,00  | 14:20  |
| 2.  | SC Diana Kattowitz          | 8   | 6 | 0 | 2 | 033:210 | 1,57  | 12:40  |
| 3.  | Kattowitzer SC (N)          | 8   | 3 | 1 | 4 | 021:520 | 0,40  | 07:90  |
| 4.  | SC Germania Kattowitz       | 8   | 3 | 0 | 5 | 025:330 | 0,76  | 06:10  |
| 5.  | SC Borussia Myslowitz (N)   | 8   | 0 | 1 | 7 | 011:320 | 0,34  | 01:15  |

| (M) | Titelverteidiger Bezirk      |
| (N) | Aufsteiger aus der 2. Klasse |

### Entscheidungsspiel um die oberschlesische Meisterschaft
Die Sieger der beiden Gaue Ratibor und Kattowitz trafen in einem Finalspiel aufeinander, um den oberschlesischen Fußballmeister und somit den oberschlesischen Teilnehmer an der südostdeutschen Fußballendrunde zu ermitteln. Preußen Kattowitz setzte sich in diesem Spiel durch, das Ergebnis ist nicht überliefert.
|                                             | Ergebnis |                                    |
| ------------------------------------------- | -------- | ---------------------------------- |
| FC Preußen Kattowitz (Sieger Gau Kattowitz) | N/A      | FC Ratibor 03 (Sieger Gau Ratibor) |

## Bezirksklasse Posen
Die Bezirksklasse Posen wurde in dieser Saison erstmals ausgetragen, nachdem sich drei Posener Fußballvereine dem Südostdeutschen Fußball-Verband anschlossen. Dennoch durfte der Sieger in dieser Saison noch nicht an der südostdeutschen Fußballendrunde teilnehmen.
| Pl. | Verein             | Sp. | S | U | N | Tore    | Quote | Punkte |
| --- | ------------------ | --- | - | - | - | ------- | ----- | ------ |
| 1.  | DSV Posen          | 4   | 3 | 0 | 1 | 012:300 | 4,00  | 06:20  |
| 2.  | FC Britannia Posen | 2   | 1 | 0 | 1 | 003:300 | 1,00  | 02:20  |
| 3.  | FC Viktoria Posen  | 2   | 0 | 0 | 2 | 000:900 | 0,00  | 0:40   |

## Endrunde
Die Endrunde um die südostdeutsche Fußballmeisterschaft wurde in der Saison 1908/09 erneut im K.-o.-System ausgetragen. Qualifiziert waren alle Bezirksmeister bis auf den Posener Vertreter.

### Halbfinale
| Datum         |                                                    | Ergebnis |                                           | Ort     |
| ------------- | -------------------------------------------------- | -------- | ----------------------------------------- | ------- |
| 14. März 1909 | SC Alemannia Cottbus (Niederlausitzer Meister)     | 4:2      | VfR 1897 Breslau (Breslauer Meister)      | Cottbus |
| 28. März 1909 | FC Preußen 05 Kattowitz (Oberschlesischer Meister) | 4:2      | ATV Liegnitz (Niederschlesischer Meister) | Breslau |

### Endspiel
| Datum         |                      | Ergebnis  |                         | Ort     |
| ------------- | -------------------- | --------- | ----------------------- | ------- |
| 4. April 1909 | SC Alemannia Cottbus | 3:2 (1:1) | FC Preußen 05 Kattowitz | Breslau |

Mit dem Sieg über FC Preußen 05 Kattowitz konnte sich der SC Alemannia Cottbus als Südostdeutscher Meister für die Teilnahme an der deutschen Meisterschaft 1909 qualifizieren.

## Quelle
- Udo Luy: Fußball in Süd-Ostdeutschland (Schlesien)  1893 – 1914., Kleinrinderfeld 2017
- Mario Tomao (Deutscher Sportclub für Fußballstatistiken e. V.): Fußball in Schlesien 1900/01 – 1932/33. (Veröffentlichung: Dezember 2007)
- Hardy Grüne: Vom Kronprinzen bis zur Bundesliga. In: Enzyklopädie des deutschen Ligafußballs. Band 1. AGON, Kassel 1996, ISBN 3-928562-85-1.
- Hardy Grüne: Vereinslexikon (= Enzyklopädie des deutschen Ligafußballs. Band 7). 1. Auflage. AGON, Kassel 2001, ISBN 3-89784-147-9 (527 Seiten).
- Regional: – GERMANY – LEAGUE FINAL TABLES 1908/09
- Regional: – Südostdeutsche Meisterschaft 1909